# Umrzeć w Italbarze
Umrzeć w Italbarze (tyt. oryg. To Die in Italbar) – powieść Rogera Zelazny’ego, space opera z elementami fantasy i pomysłowymi gadgetami w stylu hard SF, będąca luźną kontynuacją Wyspy umarłych. Utwór ten mimo bogactwa pomysłów sprawia wrażenie pośpiesznie napisanego (było tak w istocie) i sam Zelazny twierdził, że żałuje iż ujrzał on światło dzienne.

## Fabuła
Centralnym punktem intrygi jest tajemniczy H vel Haidel von Hymack uzdrowiciel i (jako nosiciel mnóstwa chorób) sprawca epidemii.
Dotrzeć do niego (by wykorzystać go dla swych celów) usiłują: komandor Malacar Miles – bohater i zbrodniarz wojenny, były dowódca sił zbrojnych światów DYNAB, ostatni człowiek na (spustoszonej po wojnie atomowej) Ziemi, pałający żądzą zemsty na światach LC; Shind – niehumanoidalna kosmitka, o telepatycznej mocy, zaufany adiutant i przyjaciel Malacara; John Morwin – były oficer sił zbrojnych światów DYNAB, telepata i telekinetyk, uznany rzeźbiarz, przyjaciel Malacara, nie podzielający jego morderczych zamiarów; Jackara – prostytutka, obywatelka światów LC, pochodząca z DYNAB, fanatyczna wielbicielka Malacara; działający osobno: doktor Larman Pels genialny patolog - specjalista od rzadkich chorób, stanowiący coś w rodzaju „zombie” i cyborga, bowiem zmarły, zahibernowany i sztucznie utrzymywany przy „życiu” przez obudowujące i przenikające jego ciało mechanizmy; oraz znany z poprzedniego tomu Francis Sandow, którego moc pochodzi z podobnego źródła co moc Hymacka.